# Augustyn Rosentreter
Augustyn Rosentreter (ur. 13 stycznia 1844 w Obrowie koło Tucholi, zm. 4 października 1926 w Pelplinie) – niemiecki duchowny rzymskokatolicki, biskup diecezjalny chełmiński w latach 1898-1926. Jest najbardziej znaną osobą pochodzącą z rejonu Kosznajderii.

## Życiorys
Augustyn Rosentreter był synem Jóżefa Rosentretera i Anny zd. Musolf. Jego młodsi bracia Ignacy i Albert (Wojciech) oraz bratanek Józef również byli księżmi. W wieku 8 lat został wysłany do chojnickiego gimnazjum, gdzie w V klasie zaczął cierpieć na uciążliwą chorobę oczu, z którą żyl przez całe życie. Świetna pamięć rekompensowała okresowe problemy ze wzrokiem. Po uzyskaniu świadecywa dojrzałości w 1861 r. wstąpił do Seminarium Duchownego w Pelplinie, a za zgodą biskupa Marwicza udał się na studia do Bonn i Münster. 12 marca 1870 otrzymał święcenia kapłańskie z rąk biskupa pomocniczego Jerzego Jeschke. Swoją mszę primicyjną odprawił w Sławęcinie. Był wikariuszem w Nowem oraz w parafii św. Brygidy w Gdańsku.
W 1871 r. został profesorem egzegezy w Seminarium Duchownym. W 1876 po zamknięciu Seminarium wskutek Kulturkampfu udał się na pielgrzymkę do Ziemi Świętej oraz do Rzymu, gdzie został przyjęty na prywatnej audiencji przez papieża Leona XIII. Do Polski wrócił w 1885 r., a dwa lata później po ponownym otworzeniu Seminarium został jego regensem.
Kapituła chełmińska 22 grudnia 1898 roku przegłosowała jego wybór na ordynariusza. 9 lipca 1899 przyjął sakrę biskupią. Wkrótce po konsekracji uchodził wśród władz pruskich za niegodnego zaufania w sprawach politycznych (politisch unzuverlässig). Znacznie rozwinął sieć placówek duszpasterskich w diecezji, umożliwiał nauczanie religii w języku polskim. Dzięki jego staraniom powołano po prawie ćwierćwiecznej przerwie, w 1905  nowego sufragana – Jana Antoniego Trepnaua, który zmarł niedługo po konsekracji. W 1907 r. na nowego sufragana wybrano ks. Jakuba Klundera.
W okresie międzywojennym wielu kapłanów zostało przez niego wysłanych na front w roli kapelanów. Zarówno do aktu 5 listopada jak i postanowień traktatu wersalskiego podchodził ze stoickim spokojem, twierdząc, że to rozwiązania tymczasowe. Wstrzymywał się z radykalnymi zmianami języka wykładowego w Seminarium oraz reorganizacją granic diecezji np. odmówił odłączenia swoich zachodnich dekanatów do niemieckiej prałatury w Tucznie, śladem metropolity poznańsko-gnieźnieńskiego kard. Edmunda Dalbora. Wobec zmian miał zająć „katolickie” stanowisko. Dopiero w lutym 1920 r. biskup Rosentreter pogodził się z przyłączeniem jego diecezji do Polski.
Po odzyskaniu przez Polskę niepodległości, dzięki życzliwej postawie wobec Polaków, nadal mógł spełniać swe obowiązki biskupie, jednak był wielokrotnie atakowany przez za jego politykę personalną w diecezji np. faworyzowanie Niemców. W dyskusji na ten temat pojawiają się także wypowiedzi całkowicie oczyszczające biskupa z tego zarzutu. Polski konkordat z 1925 ustanowił przy osobie Rosentretera koadiutora z prawem następstwa w osobie ks. prałata Stanisława Okoniewskiego. Biskup koadiutor został konsekrowany 25 kwietnia 1926 r. w Pelplinie.  Od 1924 r., po pierwszym katolickim zjeździe w Tczewie, rzadko występował publicznie. Ze względu na stan zdrowie nie pojawił się na święceniu diakonów w czerwcu 1926 r. Zmarł nad ranem 4 października 1926 r. 